# Cricetulus migratorius
Cricetulus migratorius är en däggdjursart som först beskrevs av Peter Simon Pallas 1773.  Cricetulus migratorius ingår i släktet råtthamstrar och familjen hamsterartade gnagare. IUCN kategoriserar arten globalt som livskraftig. Inga underarter finns listade. Det svenska trivialnamnet Gråhamster förekommer för arten.

## Utseende
Arten blir ungefär 8,5 till 12 cm lång (huvud och bål) och väger 33 till 80 g (genomsnitt 45g). Den har gråbrun päls på ryggen och krämvit päls på undersidan. Svansen är bara 2 till 4 cm lång och den är täckt med hår. Öronen är med 1,5 till 2 cm längd ganska stora. Exemplar i bergstrakter är större och har mörkare päls än individer i låglandet.

## Utbredning och habitat
Denna råtthamster förekommer från östra Balkan över Anatolien, sydvästra Ryssland och Kazakstan till norra Kina och Mongoliet. I Grekland är den troligen utdöd. Arten vistas vanligen i bergstrakter mer än 1000 meter över havet. I vissa bergstrakter som Pamir når den 4300 meter över havet. Habitatet utgörs av olika gräsmarker som stäpper. Cricetulus migratorius uppsöker även jordbruksmark och trädgårdar.

## Ekologi
Cricetulus migratorius gräver underjordiska tunnelsystem med flera förvaringsrum och de djupaste delarna ligger upp till 1,5 meter under markytan. Den är aktiv mellan skymningen och gryningen och håller ingen vinterdvala. Arten äter främst rötter, frön och unga växtskott.
Utanför parningstiden undviker individerna kontakt med varandra och när de träffas utanför boet är de mycket aggressiva mot varandra. Denna råtthamster behöver inget extra vatten i fångenskap när den har tillgång till färska grönsaker.
Honan är 16 till 21 dagar dräktig och sedan föds 5 till 7 ungar. Ungar diar sin mor 17 till 18 dagar. Efter cirka 50 dagar blir ungarna könsmogna. Honor har 1,5 år fortplantnigsförmåga och hanar 2 år.